# Иванов, Леонид Александрович (ботаник)
Леонид Александрович Иванов (1871—1962) — советский учёный, ботаник и физиолог растений; доктор биологических наук (1934), член-корреспондент Академии наук СССР (Российской Академии наук, 1922).

## Биография
Родился 12 февраля (24 февраля по новому стилю) 1871 года в Москве (на надгробии указан день рождения 25 февраля) в семье преподавателя женской гимназии.
После окончания в 1891 году 5-й Московской гимназии, поступил на естественное отделение физико-математического факультета Московского университета. Окончив университет в 1895 году, был оставлен в нем для подготовки к профессорскому званию. Был учеником известных русских ботаников — профессора И. Н. Горожанкина, академика К. А. Тимирязева, физиолога И. М. Сеченова и физика А. Г. Столетова. С 1897 года работал на Бологовской биологической станции Санкт-Петербургского Императорского общества естествоиспытателей.
В 1901 году Иванов защитил магистерскую диссертацию на тему «Наблюдения над водной растительностью озерной области», в 1906 году защитил докторскую диссертацию на тему «Превращение фосфора в растении в связи с превращениями белков». Неоднократно бывая за границей для совершенствования в области физической химии и физиологии растений, освоил немецкий, французский и английский языки. До Октябрьской революции Иванов имел чин статского советника, был награждён орденом Святой Анны 2-й и 3-й степеней, а также медалью в память 300-летия царствования дома Романовых.
С 1897 по 1941 годы Леонид Александрович работал в Санкт-Петербургском лесном институте (с 1925 года — Ленинградская лесотехническая академия): штатным ассистентом на кафедре ботаники, экстраординарным и ординарным профессором и заведующим кафедрой. В 1912—1916 годах он занимал в нём должность помощника директора, а в 1917—1918 годах — директора института. В 1922 году был избран членом-корреспондентом по Отделения физико-математических наук РАН. В 1939—1947 годах заведовал лабораторией фотосинтеза в Институте физиологии растений АН СССР, с 1947 по 1958 годы — лабораторией экологии древесных пород Института леса АН СССР, с 1958 по 1962 годы работал старшим научным сотрудником Лаборатории лесоведения АН СССР. Был членом Санкт-Петербургского общества естествоиспытателей, членом-основателем Русского ботанического общества и членом Германского ботанического общества в Берлине (с 1923 года).
Умер 11 апреля 1962 года в Москве. Похоронен на Новодевичьем кладбище (4 участок, 39 ряд).

## Награды
- орден Ленина (1953)
- 2 ордена Трудового Красного Знамени (10.06.1945; 23.02.1946)
- Заслуженный деятель науки РСФСР (1949)[4]